# Campionat del món de rem
El campionat del món de rem és una regata internacional de rem organitzada per la Federació Internacional de Rem (FISA). Es tracta d'una competició d'una setmana de durada que se celebra a finals d'estiu de l'hemisferi nord, i que durant els anys no olímpics, és la principal competició d'aquest esport.
El primer cop que es va celebrar aquesta competició va ser a Luzerna (Suïssa), el 1962. A partir d'aleshores el campionat es va celebrar cada quatre anys fins al 1974, quan es va convertir en una competició anual.

## Edicions
| Núm.     | Any  | Seu                   | País                     |
| -------- | ---- | --------------------- | ------------------------ |
| I        | 1962 | Lucerna               | Suïssa                   |
| II       | 1966 | Bled                  | Iugoslàvia               |
| III      | 1970 | St. Catharines        | Canadà                   |
| IV       | 1974 | Lucerna               | Suïssa                   |
| V        | 1975 | Nottingham            | Regne Unit               |
| VI       | 1976 | Villach               | Àustria                  |
| VII      | 1977 | Amsterdam             | Països Baixos            |
| VIII**   | 1978 | Cambridge Copenhaguen | Nova Zelanda · Dinamarca |
| IX       | 1979 | Bled                  | Iugoslàvia               |
| X*       | 1980 | Malinas               | Bèlgica                  |
| XI       | 1981 | Múnic                 | RFA                      |
| XII      | 1982 | Lucerna               | Suïssa                   |
| XIII     | 1983 | Duisburg              | RFA                      |
| XIV*     | 1984 | Mont-real             | Canadà                   |
| XV       | 1985 | Malines               | Bèlgica                  |
| XVI      | 1986 | Nottingham            | Regne Unit               |
| XVII     | 1987 | Copenhaguen           | Dinamarca                |
| XVIII*   | 1988 | Milà                  | Itàlia                   |
| XIX      | 1989 | Bled                  | Iugoslàvia               |
| XX       | 1990 | Tasmània              | Austràlia                |
| XXI      | 1991 | Viena                 | Àustria                  |
| XXII*    | 1992 | Mont-real             | Canadà                   |
| XXIII    | 1993 | Račice                | Txèquia                  |
| XXIV     | 1994 | Indianapolis          | Estats Units             |
| XXV      | 1995 | Tampere               | Finlàndia                |
| XXVI*    | 1996 | Motherwell            | Regne Unit               |
| XXVII    | 1997 | Aiguebelette-le-Lac   | França                   |
| XXVIII   | 1998 | Colònia               | Alemanya                 |
| XXIX     | 1999 | St. Catharines        | Canadà                   |
| XXX*     | 2000 | Zagreb                | Croàcia                  |
| XXXI     | 2001 | Lucerna               | Suïssa                   |
| XXXII    | 2002 | Sevilla               | Espanya                  |
| XXXIII   | 2003 | Milà                  | Itàlia                   |
| XXXIV*   | 2004 | Banyoles              | Catalunya                |
| XXXV     | 2005 | Kaizu (Gifu)          | Japó                     |
| XXXVI    | 2006 | Eton                  | Regne Unit               |
| XXXVII   | 2007 | Múnic                 | Alemanya                 |
| XXXVIII* | 2008 | Ottensheim            | Àustria                  |
| XXXIX    | 2009 | Poznań                | Polònia                  |
| XL       | 2010 | Cambridge             | Nova Zelanda             |
| XLI      | 2011 | Bled                  | Eslovènia                |
| XLII*    | 2012 | Plòvdiv               | Bulgària                 |
| XLIII    | 2013 | Chungju               | Corea del Sud            |
| XLIV     | 2014 | Ámsterdam             | Països Baixos            |
| XLV      | 2015 | Aiguebelette          | França                   |
| XLVI*    | 2016 | Rotterdam             | Països Baixos            |
| XLVII    | 2017 | Sarasota              | Estats Units             |
| XLVIII   | 2018 | Plòvdiv               | Bulgària                 |
| XLIX     | 2019 | Ottensheim            | Àustria                  |
| L        | 2020 | Bled                  | Eslovènia                |
| LI       | 2021 | Xangai                | R.P. de la Xina          |
| LII      | 2022 | Račice                | Txèquia                  |

- (*) – Sols es disputaren les classes no olímpiques.
- (**) – A Copenhaguen es realitzaren les competicions de les categories lleugeres.

## Medaller històric
- A data de 2019[3]

| Posició | País          | Or | Plata | Bronze | Total |
| 1       | East Germany  | 94 | 45    | 25     | 164   |
| 2       | Itàlia        | 85 | 67    | 52     | 204   |
| 3       | Alemanya      | 82 | 72    | 70     | 224   |
| 4       | Great Britain | 66 | 72    | 59     | 197   |
| 5       | Estats Units  | 65 | 73    | 88     | 226   |
| 6       | Nova Zelanda  | 50 | 31    | 26     | 107   |
| 7       | Austràlia     | 47 | 44    | 40     | 131   |
| 8       | Soviet Union  | 35 | 44    | 29     | 108   |
| 9       | Romania       | 34 | 43    | 44     | 121   |
| 10      | Dinamarca     | 34 | 27    | 33     | 94    |